# Линька членистоногих

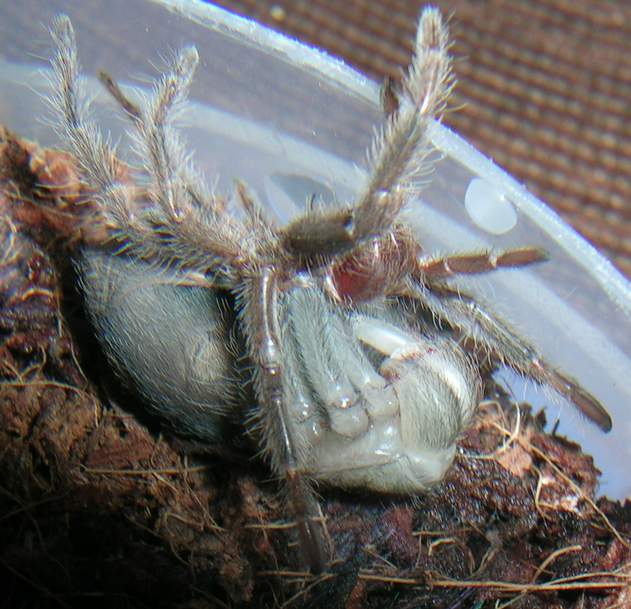
Линька паука-птицееда. Лёжа на спине, паук вытягивает лапки из экзоскелета. Уже вышли хелицеры.

Линька членистоногих — это периодическое сбрасывание кутикулы в период роста на фазах личинки.
Большинство видов членистоногих покрыты жестким хитиновым панцирем (экзоскелетом). Экзоскелет затрудняет рост членистоногих, и между линьками они меняются в размерах очень незначительно (исключение — иксодовые клещи, которые могут расти, а не просто увеличиваться в размерах, без линьки в период кровососания). Во время линьки членистоногие сбрасывают старый экзоскелет (сброшенный экзоскелет называется экзувием), а также могут перестраивать или обновлять некоторые внутренние органы. Во время линьки, когда экзувий сброшен, а новая кутикула ещё не затвердела, членистоногие за незначительное время увеличиваются в размерах (надуваются водой, воздухом или гемолимфой, перетекающей из мягкого брюшка). Во время линьки членистоногие, лишенные панциря и частично обездвиженные, максимально уязвимы.

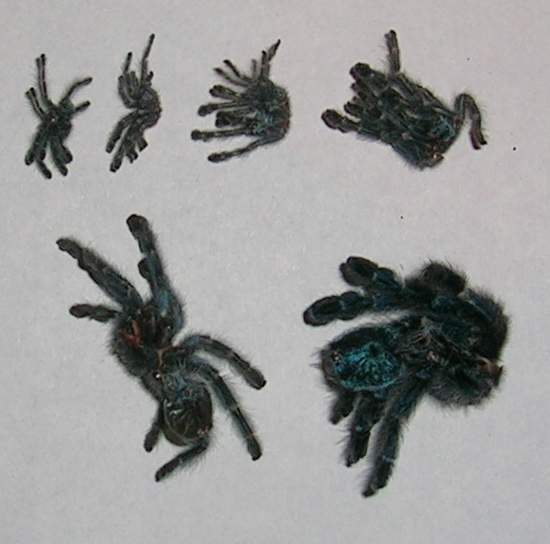
Серия последовательно сброшенных шкурок демонстрирует рост паука Avicularia versicolor.

У большинства групп членистоногих (ракообразные, пауки и др.) линьки и рост продолжаются в течение всей жизни.
Линька у насекомых, как правило, многократна на стадии личинки; у насекомых с полным превращением при последней линьке личинка превращается в куколку, а после сбрасывания покровов куколки насекомое превращается во взрослую форму — имаго. У насекомых с неполным превращением при последней линьке личинка превращается в имаго (только у подёнок имеется крылатая стадия субимаго, которая перед превращением во взрослое насекомое линяет еще один раз). Взрослые насекомые не линяют и не растут.

## Физиология линьки
Линька у членистоногих проходит под гормональным контролем. Важнейшими являются экдизоны и ювенильные гормоны.

## Прочие факты

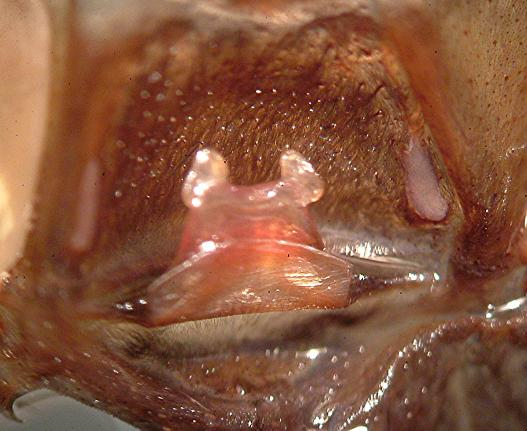
Сперматека паука-птицееда — отпечаток полового органа самки на сброшенной шкурке.

- Во время линьки членистоногие могут восстанавливать утраченные ранее ноги.
- Во время линьки иногда выходят элементы некоторых внутренних органов, в том числе и половых. Сброшенные шкурки служат для наиболее точного определении пола животных.

## Фото
Линька паука-птицееда Grammostola pulchra. Видно что весь старый экзоскелет сброшен цельным куском, брюшко паука уменьшилось, а головогрудь увеличилась. Фото в общем масштабе.
(первое и последнее фото, принадлежащие другому пауку, демонстрируют состояние до и сразу после линьки)

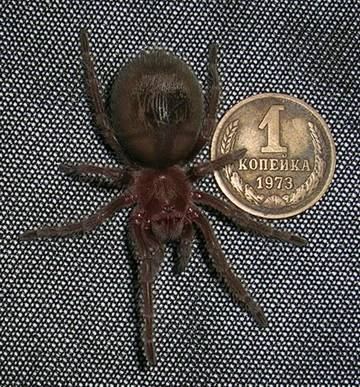
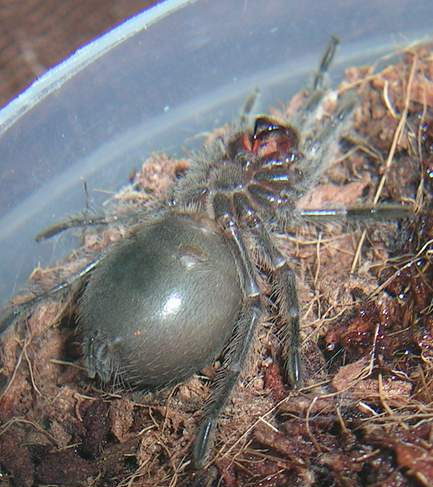
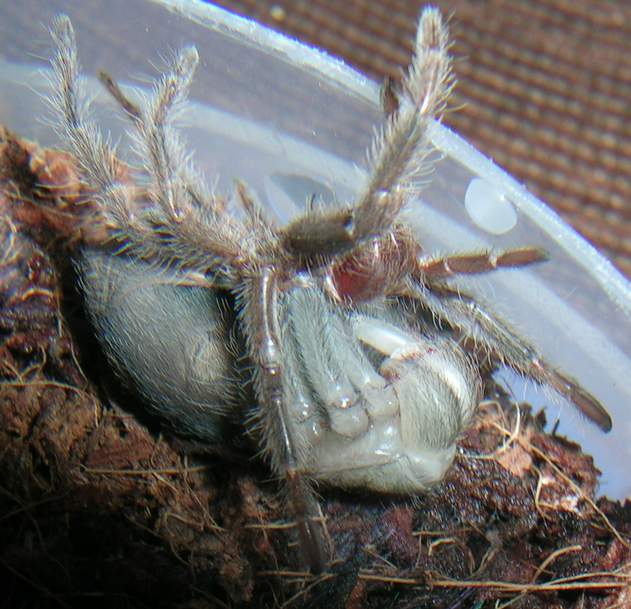
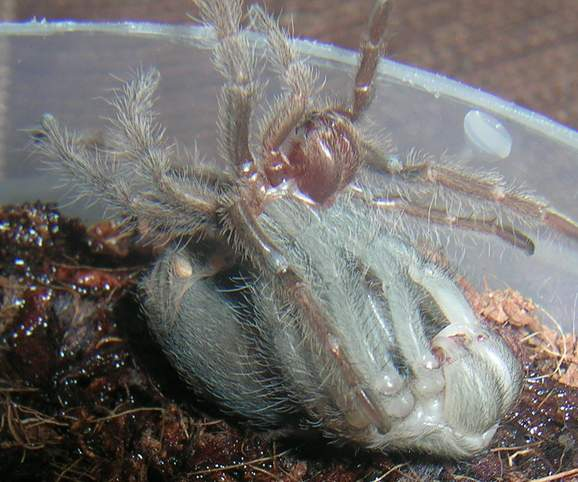
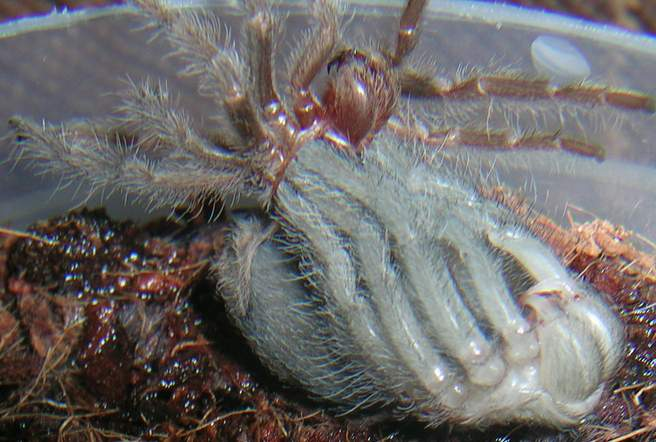
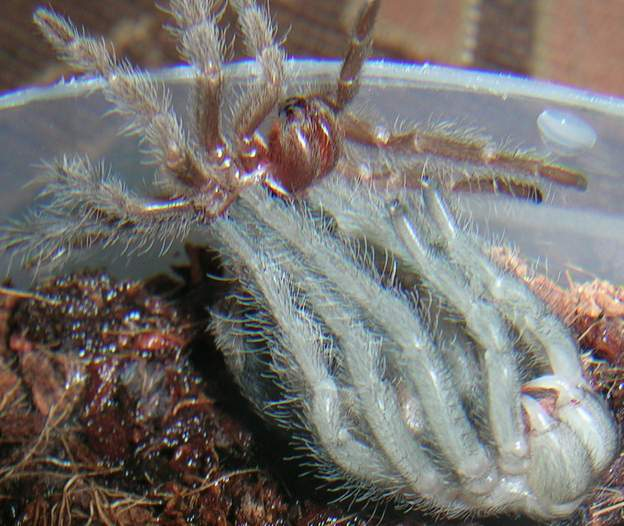
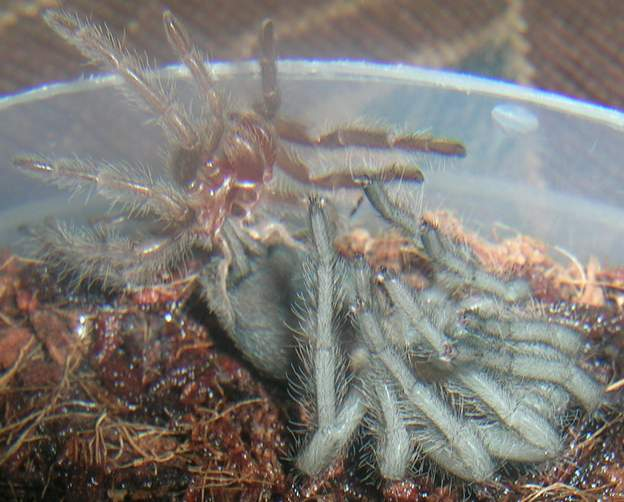
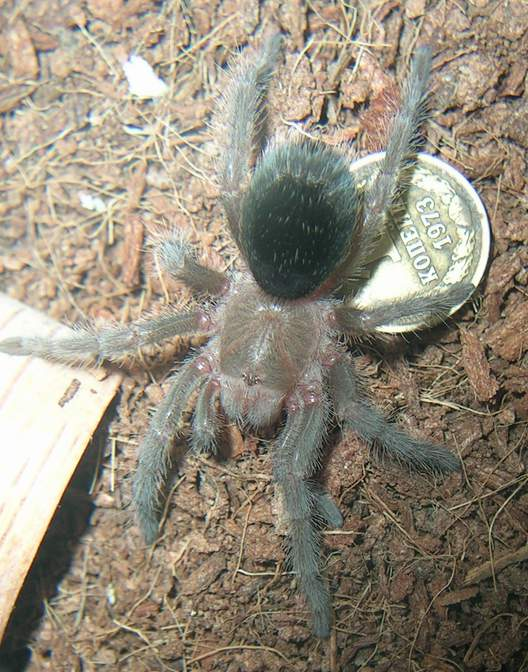